# Wilhelm Wien
Wilhelm Carl Werner Otto Fritz Franz Wien (n. 13 ianuarie 1864, Parusnoje⁠(d), Fischhausen (district)⁠(d), Regatul Prusiei, Imperiul German – d. 30 august 1928, München, Republica de la Weimar) a fost un fizician german care a primit Premiul Nobel pentru Fizică la 1911 pentru "Descoperirea și formularea legilor radiației căldurii" (Legii lui Wien).

## Motivația Juriului Nobel
"Pentru descoperirile sale privind legile guvernând radiația căldurii."

## Date biografice
A studiat la liceul din Heidelberg și, din 1882, la Universitatea din Göttingen, apoi la Berlin. Începând cu 1883 și-a pregătit teza de doctorat sub conducerea lui Hermann von Helmholtz, obținând titlul de doctor în 1886.
În 1896 a publicat Legea lui Wien, legea repartiției spectrale a corpului negru, valabilă pentru lungimi de undă mici. Lord Rayleigh, în colaborare cu James Jeans, au stabilit o formulă complementară, Legea Rayleigh-Jeans, deschizându-i astfel o nouă cale lui Max Planck.